# Oskars församling
För församlingen i Stockholms stift, se Oscars församling.
Oskars församling är en församling i Nybro pastorat i Stranda-Möre kontrakt i Växjö stift inom Svenska kyrkan och ligger i Nybro kommun. 
Församlingskyrka är Oskars kyrka belägen i orten Alsjöholm.

## Administrativ historik
Under 1700-talets första hälft, sannolikt på 1730-talet, byggdes här ett kapell benämnt Mortorps capell och under senare delen av samma århundrade börjar dokumenten tala om "kapellförsamlingen". År 18 maj 1847 blev församlingen egen annexförsamling, utbrutet ur Mortorps församling med namnet Oskar, inspirerat av den dåvarande regenten, och fick egen präst.
Församlingen bildade inledningsmässigt pastorat med Mortorps församling, från 1962 ingick också Karlslunda församling. 1977 bildade församlingen pastorat med Madesjö församling. Från 2010 ingår församlingen i Nybro pastorat.